# 張錦芳 (清朝文學家)
張錦芳（1747年—1792年），字粲夫，一字药房，号花田，清朝广东顺德人。
張錦芳通《说文解字》，喜好金石文字，与黎简为友，工于诗作。与弟张锦麟同为翁方纲所器重。張錦芳和钦州冯敏昌、顺德胡亦常合称岭南三子。又与黄丹书、黎简、吕坚号称岭南四家。乾隆五十四年进士，授编修。在京三年，因病辞官回乡疗养，四十七岁去世。著有《逃虚阁诗钞》、《南雪轩文钞》、《南雪轩诗余》。

## 外部來源
- 《清史稿》卷四百八十五 列传二百七十二 文苑二